# Braxton Bragg
Braxton Bragg (Warren County, 22. ožujka 1817. – Galveston, 27. rujna 1876.), američki vojskovođa i general u vojsci Konfederacije za vrijeme Američkog građanskog rata.

## Životopis
Bragg je pohađao američku Vojnu akademiju West Point i diplomirao 1837. Služio je u Drugom seminolskom ratu i Američko-meksičkom ratu, 1846. – 1848. Godine 1859. napustio je američku vojsku i bavio se privatnim poslom do 1861., kada započinje Američki građanski rat. Na početku rata pridružio se vojsci Konfederacije i postao brigadni general.
Odmah na početku rata poslan je na zapadno bojište. Zapovjedao je korpusom u bitci kod Shiloha, 6. – 7. travnja 1862. Nakon što je general Albert Sidney Johnston poginuo u toj bitci, Bragg je unaprijeđen u čin generala. U srpnju iste godine zamijenio je P.G.T. Beauregarda kao zapovjednik vojske u Tennesseeu. U kolovozu 1862. Bragg je napravio invaziju u Kentucky i napao Unioniste u bitci kod Perryvillea, 8. listopada 1862. Bragg se zatim povukao iz Kentuckyja u Tennessee. U bitci kod Murfreesboroa, 31. prosinca-2. siječnja 1863., protiv generala Williama Starkea Rosecransa, prisilio je protivnike na povlačenje uz velike gubitke s obje strane.
U rujnu 1863. ponovo se susreo s Rosecrasom u bitci kod Chickamauga Creeka, 19. – 20. rujna 1863. Bragg je potukao unioniste i započeo opsadu grada Chattanooga, gdje su se unionisti povukli. Međutim, uskoro je unionistima stiglo veliko pojačanje pa je general Ulysses Grant pobijedio Bragga u bitci kod Chattanooga, 23. – 25. studenog 1863. Nakon ovog poraza Bragg je smijenjen s dužnosti zapovjednika, ali je postao vojni savjetnik predsjednika Jeffersona Davisa. U veljači 1865. postao je ponovno zapovjednik vojske u Tennesseeju do kraja rata.
Nakon rata bio je civilni inženjer u Alabami i Teksasu.